# Турско Рудари
Турско Рудари (на македонска литературна норма: Турско Рудари) е село в източната част на Северна Македония, община Пробищип.

## География
Селото е разположено в Осогово източно от общинския център Пробищип. Землището на Турско Рудари е 10,4 km2, от които земеделската площ е 882 хектара - 263 хектара обработваема земя, 388 хектара пасища и 231 хектара гори.

## История
В XIX век Турско Рудари е чисто турско село в Кратовска кааза на Османската империя. Наречено е Турско, за да се отличава от съседното българско село Рудари, наречено Шопско Рудари. Според статистиката на Васил Кънчов („Македония. Етнография и статистика“) от 1900 година Турско Рудари има 350 жители, всички турци. Според някои източници по това време 15 семейства били потомци на турски преселници от Трипатанци, Злетовско, 5 семейства - бежанци от Босна и България, а 3 семейства – албанци, преселени от Кумановско.
След Балканската война мюсюлманските жители на селото се изселват и в Турско Рудари започват да се настаняват преселници от планинските села на Злетовско. През 1953 година селото наброява 45 семейства с 297 жители, а през 1971 – 50 семейства с 245 жители.
Според преброяването от 2002 година, Турско Рудари има 185 жители, всички северномакедонци.